# Vita märren

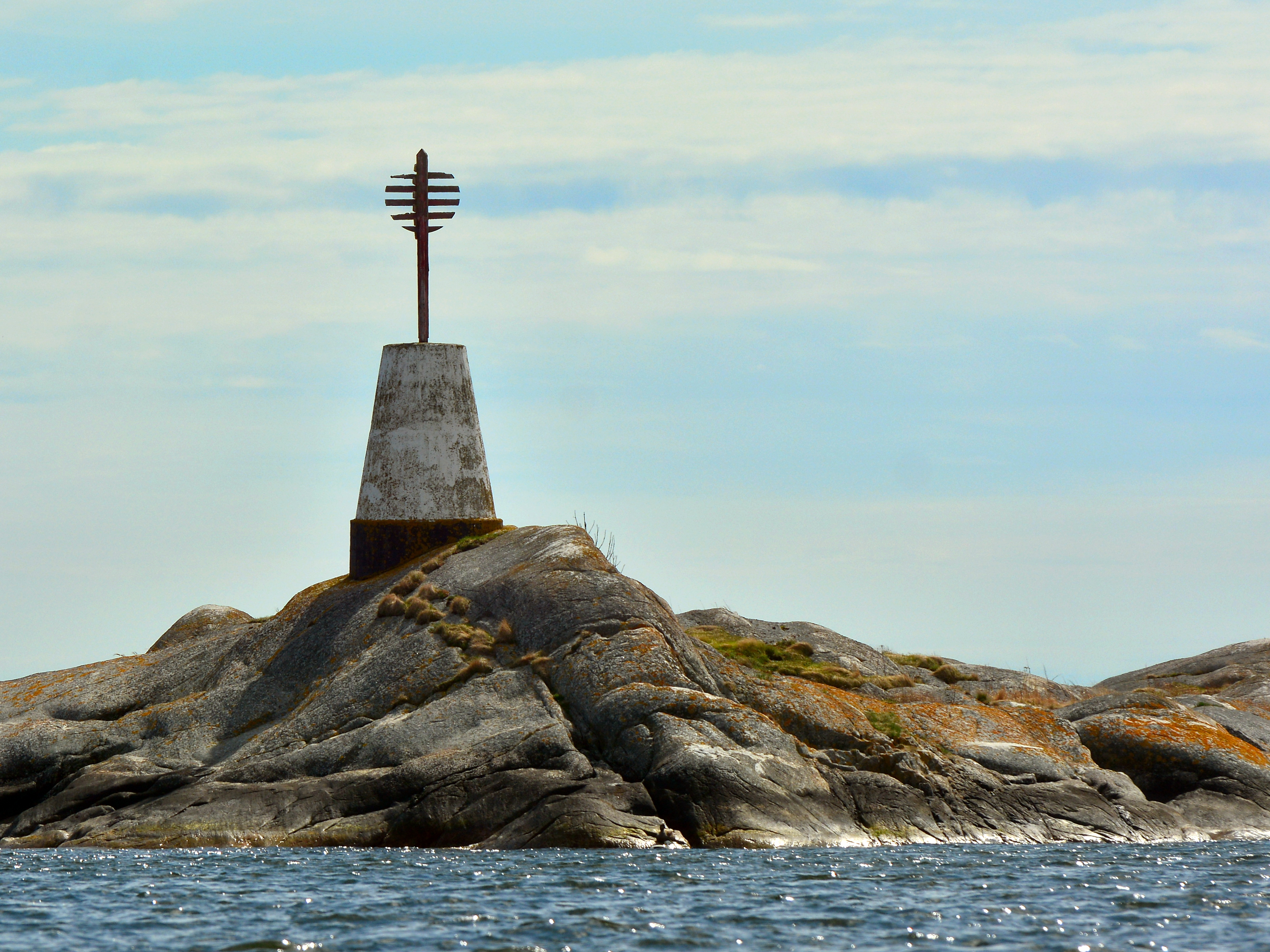
Betongkumlet på Vita märren.

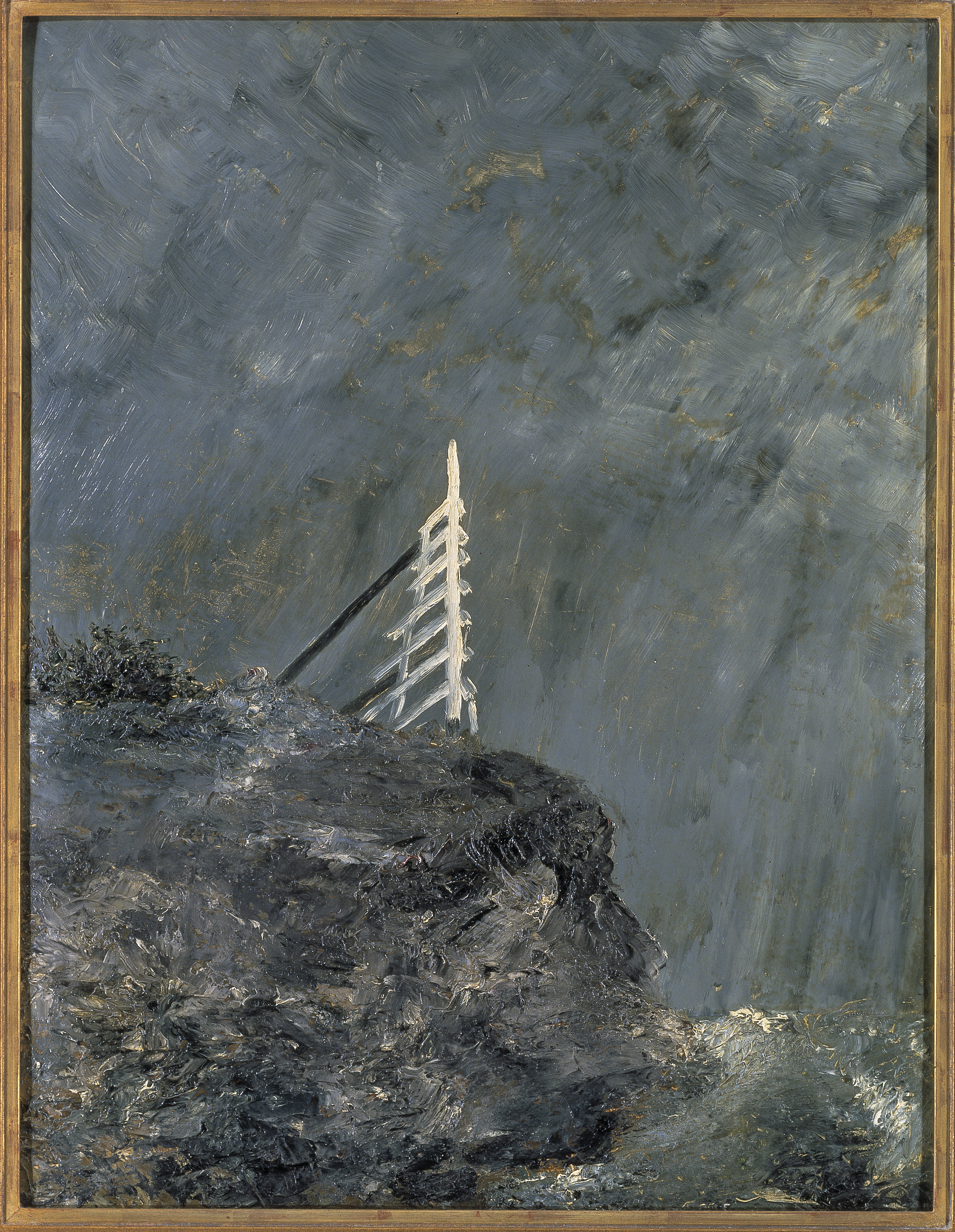
Vita märrn av August Strindberg från 1892. 60 x 47 cm.

Vita märren (äldre stavning Hvita märrn eller Vita märrn) är en litet skär i Djurö socken i Värmdö kommun i Uppland. Det är beläget utanför Vindö-Skarpö i Kanholmsfjärden i Stockholms mellersta skärgård. På skäret står ett vitmålat betongkummel med ett runt rödfärgat topptecken. 
Redan i mitten av 1800-talet restes ett sjömärke här, då ett åtta meter högt vitt stångmärke med en liggande tunna som topptecken, som är känt från en serie oljemålningar av August Strindberg. Vita märrn II målades 1892 och förvärvades 1999 av Nationalmuseum i Stockholm genom Axel Hirschs donationsmedel. Vita Märrn IV målades 1901 och ingår i Mörnersamlingen som förvaltas av Örebro universitetsbibliotek. Strindberg målade ofta marina motiv; flera skildrar ljusa sjömärken som avtecknar sig mot mörka vågor och dramatiska ovädershimlar. Målningarna tillkom oftast under krisperioder då han hade svårt att skriva.